# 51 (число)
Вижте пояснителната страница за други значения на 51.
51 (петдесет и едно) е естествено, цяло число, следващо 50 и предхождащо 52.
Петдесет и едно с арабски цифри се записва „51“, а с римски цифри – „LI“. Числото 51 е съставено от две цифри от позиционните бройни системи – 5 (пет) и 1 (едно).

## Общи сведения
- 51 е нечетно число.
- 51 е атомният номер на елемента антимон.
- 51-вият ден от годината е 20 февруари.
- 51 е година от Новата ера.